# C20H23N3O
化学式C20H23N3O（摩尔质量：321.42 g/mol）可能指：
- LPD-824，CAS号：2385-87-7
- LA-Aziridine ChemSpider ID：24604704
- 环形灵菌红素（cycloprodigiosin） PubChem CID：135423007
- 麦角酰环丁胺（Lysergic acid cyclobutylamide） PubChem CID：129844515

|  | 这个同类索引页列出了具有相同分子式的化学物（即同分異構體）条目。 除非您是有意链接至本页，否则应将相应条目的内部链接指向正确的条目。 |